# Епанешниково (Новосибирская область)
Епанешниково  — деревня в Куйбышевском районе Новосибирской области. Входит в состав Горбуновского сельсовета.

## География
Площадь деревни — 15 гектаров.

## Население
| 2002 | 2007 | 2010 |
| ---- | ---- | ---- |
| 33   | ↗34  | ↘20  |

## Инфраструктура
В деревне по данным на 2007 год отсутствует социальная инфраструктура.